# Французское военное кладбище (Корча)
Французское военное кладбище — военный мемориал албанского г. Корча, на котором захоронены французские солдаты и офицеры, павшие во время Первой мировой войны 1914—1918 годов.
Расположено в пригороде Корча к северу от центра города недалеко от парка Rinia. Адрес Bulevardi Rilindasit, Корча. На Французском военном кладбище насчитывается 640 могил солдат и офицеров.

## История
Согласно историческим документам на Балканском полуострове в ходе Первой мировой войны погибли несколько сотен французских солдат, в том числе многие убиты в районе албанского города Корча. Французское правительство после окончания войны, проявляя большую заботу о своих мучениках, решило собрать останки павших в одном месте. В результате возникло Французское военное кладбище. Совет провинции, который в то время управлял автономной провинцией Корча, пожертвовал землю, на которой со временем было построено кладбище павших французских солдат.
Так как Франция мобилизовала солдат из стран, которые были её колониями в те годы, кроме французов здесь есть могилы солдат итальянской, марокканской, алжирской, корейской и даже вьетнамской национальностей.